# Dora De Larios
Dora De Larios (Los Ángeles,1933 – Culver City, 28 de enero de 2018) fue una ceramista y escultora estadounidense que trabajó en Los Ángeles. 

## Trayectoria
Nacida en Los Ángeles de padres inmigrantes mexicanos, De Larios creció en el centro de Los Ángeles, cerca de Silver Lake, donde estuvo rodeada de inmigrantes mexicanos y japoneses Nisei. Esta comunidad diversa y los viajes que realizó durante su infancia al Museo Nacional de Antropología en la Ciudad de México, la inspiraron a crear cerámica antigua americana y japonesa.  Además, estudió con los alfareros Otto y Vivika Heino y Susan Peterson en la Universidad del Sur de California. Sus profesores la expusieron al trabajo de artistas cerámicos radicales, en particular Peter Voulkos, cuyo trabajo abstracto la animó a explorar formas no funcionales en arcilla. Se graduó en 1957 con una especialización en cerámica y una especialización secundaria en escultura.
Al graduarse, De Larios montó un estudio independiente en Los Ángeles y vendió su trabajo a través de las tiendas de la cadena Gump's en San Francisco. En sus esculturas figurativas, desarrolló un estilo distintivo derivado del tradicional Haniwa japonés. En la década de 1960, el artista y empresario Millard Sheets contrató a De Larios, junto con otros ceramistas notables, entre ellos Harrison McIntosh y Jerry Rothman.  A finales de la década de 1960, comenzó a experimentar con el bronce, creando esculturas basadas en sus experiencias personales. En 2018, el Museo Principal del centro de Los Ángeles organizó una retrospectiva de su obra, Dora De Larios: Otros Mundos.
Entre 1970 y 1971, De Larios creó, como artista principal a través de la división Franciscan Ceramics de Interpace, el mural del vestíbulo del cuarto piso del Grand Canyon Concourse en el Disney World Contemporary Resort en Orlando. El mural de 18.000 pies cuadrados, diseñado por Mary Blair, fue ejecutado en baldosas de cerámica cuadradas de 12".En 1977, De Larios ya fue una de los catorce artistas encargados de realizar una vajilla para el almuerzo de las esposas del Senado en la Casa Blanca. La serie se exhibió posteriormente en la Galería Renwick del Smithsonian.
Inspirada por su participación en el Festival de Máscaras del Museo de Artesanía y Arte Popular, De Larios comenzó a experimentar con la forma de la máscara en la década de 1980, inspirándose en tradiciones religiosas y espirituales de todo el mundo.  Era conocida por las líneas limpias y los esmalte fdistintivos de su trabajo, así como por su línea de vajilla creada bajo su empresa familiar Irving Place Studio. De Larios, también fue muralista que trabajaba con azulejos, se destacó por su estilo, que refleja temas mitológicos y panculturales. Durante la mayor parte de su carrera, De Larios no estuvo representada por galerías, sino que vendió su obra a través de ventas regulares en estudios. Su trabajo fue presentado en exposiciones individuales y grupales en el sur de California entre 1964 hasta 1990.
En 2009, se hizo, una retrospectiva de la obra de De Larios  una el Museo de Artesanía y Arte Popular albergó Sueños / Yume: Cincuenta años del arte de Dora De Larios.
En 2011 expuso su trabajo en Art Along the Hyphen: The Mexican-American Generation en el Museo Autry del Oeste Americano. En 2018, el Museo Principal del centro de Los Ángeles organizó una retrospectiva de su obra, Dora De Larios: Otros Mundos. Ese mismo año, fue incluida en Common Ground, Cerámica en el Sur de California 1945-1975, en el Museo Americano de Arte Cerámico.
En 2017, dos esculturas de De Larios se incluyeron en la exposición "Encontrado en la Traducción: Diseño en California y México, 1915-1985" en el Museo de Arte del Condado de Los Ángeles. La exposición destacó la profunda conexión de la artista con el arte mexicano antiguo. Ese año, la artista donó sus Tótems de la Diosa (2009) a la colección permanente del museo. La galería Craig Krull de Santa Mónica organizó exposiciones de su trabajo en 2017 y 2019. La exposición de 2017 presentó a De Larios junto con otros tres artistas mexicoamericanos, Gilbert Luján, Carlos Almarez y Elsa Flores Almaraz. En 2018, el Museo Principal del centro de Los Ángeles organizó una retrospectiva de su obra, Dora De Larios: Otros Mundos. El 28 de enero de 2018, Dora De Larios murió a la edad de 84 años después de una batalla de cuatro años contra el cáncer de ovario.
La exposición de 2019 El estudio es mi iglesia presentó pinturas sobre papel del último año de vida del artista, junto con esculturas de cerámica. Su obra, Opera Singer,en 2022 fue adquirida por el Museo Smithsonian de Arte Americano como parte de la Campaña del 50º Aniversario de la Galería Renwick.